# Psacadina disjecta
Psacadina disjecta är en tvåvingeart som beskrevs av Günther Enderlein 1939. Psacadina disjecta ingår i släktet Psacadina och familjen kärrflugor. Inga underarter finns listade i Catalogue of Life.